# غريس كاسيدي
غريس كاسيدي (بالإنجليزية: Grace Cassidy)‏ هي ممثلة بريطانية، ولدت في 24 مارس 1993 في إنجلترا في المملكة المتحدة.

## وصلات خارجية
- غريس كاسيدي على موقع IMDb (الإنجليزية)
- غريس كاسيدي على موقع قاعدة بيانات الفيلم (الإنجليزية)